# 마법 관리국과 비밀 요원들
《마법 관리국과 비밀 요원들》(Secret Magic Control Agency)은 2021년 공개한 러시아의 애니메이션 영화이다.